# Idioma benabena
El Benabena es una lengua papú hablada en el distrito de Goroka de la provincia de las Tierras Altas Orientales, Papúa Nueva Guinea.